# Among Us
Among Us (traducido como entre nosotros) es un videojuego de género party y multijugador en línea desarrollado por la compañía estadounidense Innersloth y distribuido entre junio y noviembre de 2018 para las plataformas Android, iOS y Windows. El 15 de diciembre de 2020 se anunció su disponibilidad en Nintendo Switch, mientras que su adaptación a las consolas Xbox One y Xbox Series X|S se confirmó para 14 de diciembre de 2021. Posteriormente se anunció su lanzamiento para PlayStation 4 y PlayStation 5 con skins exclusivos. 
La trama del juego consiste en un grupo de tripulantes a bordo de una nave espacial que deben supervisar el adecuado funcionamiento del vehículo, al mismo tiempo que investigan a los «impostores» que intentan sabotear la nave y asesinarlos durante cada partida.
Un par de años después de su aparición en el mercado, en 2020 gozó de una mayor popularidad gracias a los vídeos publicados por streamers de Twitch y Youtube en los que se comparten partidas del juego. Como resultado, el 17 de septiembre de ese año se registraron más de 85 millones de descargas en dispositivos móviles. Según la empresa Sensor Tower, solo en Estados Unidos acumularon 20 millones de descargas, en Brasil cerca de 16 millones, y en México casi 7 millones; que entre estos tres países americanos sumaron más de la mitad en descargas.
Aunque el estudio había anunciado el desarrollo de una secuela, descartaron esa opción y optaron por mejorar la existente. Durante el año 2020, inspiró memes de Internet que le ayudó a captar un mayor número de seguidores en línea, solo en el periodo de agosto de 2019 y agosto de 2020 creció un 661 % en descargas a nivel mundial.

## Modo de juego
Among Us es un videojuego multijugador para cuatro a quince jugadores ambientado en una nave espacial. En cada juego, un anfitrión es responsable de crear la partida y seleccionar la cantidad de «impostores» que habría de tener la sesión, los cuales son jugadores que deben sabotear las tareas y matar a los demás tripulantes de la nave sin ser descubiertos. Estos últimos a su vez están a cargo de descubrir los impostores y llevar a cabo las «tareas de mantenimiento» del vehículo. Una partida puede tener lugar en uno de los cinco mapas disponibles: The Skeld, centrado en el interior de una nave, Mira HQ, ambientado en una estación espacial, Polus, asentado en una base de investigación, The Airship, ubicado en un dirigible o The Fungle, situado en una jungla de hongos.
Al comienzo del juego, a los tripulantes se les asignan «tareas» para completar alrededor del mapa en forma de minijuegos, que consisten en trabajos de mantenimiento en sistemas vitales como el recableado eléctrico y el reabastecimiento de combustible del motor. A los impostores se le da las mismas «tareas» para que se mezclen con los tripulantes, aunque no pueden completar la misma. Su propósito es sabotear los sistemas vitales, viajar de forma encubierta a través de las salidas de aire y trabajar con otros impostores para matar a los compañeros de tripulación. Si un jugador muere se convierte en un fantasma, los cuales pueden atravesar las paredes, ser invisibles para todos excepto para los demás fantasmas y no pueden comunicarse con los jugadores vivos; sin embargo, sus tareas siguen activas. Todos los jugadores excepto los fantasmas tienen un campo de visión limitado, que solo les permite ver a otros jugadores dentro de una cierta distancia a su alrededor.
Los tripulantes ganan al completar todas las tareas o al identificar y eliminar a todos los impostores. En contraparte, los impostores obtienen el triunfo cuando el número de impostores es igual al número de compañeros de tripulación o una cuenta atrás de sabotaje llega a cero. Los fantasmas ayudan a sus compañeros de equipo vivos al completar tareas (como tripulante) o realizar sabotajes (como impostor). Cuando un impostor lleva a cabo un sabotaje, se altera el funcionamiento de la nave o lugar y, por ejemplo, se apagan las luces o comienza una cuenta regresiva. En el último caso, si el sabotaje no se resuelve antes de que finalice la cuenta atrás, ganan los impostores. Los sabotajes pueden ser resueltos por jugadores vivos de diferentes formas conforme al tipo de sabotaje que se realice. El juego también finaliza cuando los jugadores abandonan una partida y asegure alguna condición de victoria; un jugador que abandona es equivalente a que lo eliminen, y un compañero de equipo que renuncia hace que sus tareas se consideren completadas para el total.
Para ayudar a los tripulantes a identificar a los impostores, hay varios sistemas de vigilancia en cada mapa, como un sistema de cámaras de seguridad en The Skeld, sensores en los pasillos de  Mira HQ,un indicador de signos vitales en Polus y unos binoculares gigantes en "The Fungle"  Cualquier jugador vivo puede convocar una reunión grupal que informe el hallazgo de un cadáver o que pulse un botón en el mapa en cualquier momento (excepto cuando se produce un sabotaje). Esto detiene todos los demás juegos. En la reunión, los jugadores discuten quién creen que es un impostor basándose en la evidencia disponible. Se lleva a cabo una votación de pluralidad, y el jugador más votado es expulsado del mapa y muere. Los jugadores pueden comunicarse en un chat de texto, pero solo durante las reuniones, y si están vivos (aunque los fantasmas pueden hablar entre ellos en cualquier momento). Si bien el juego no tiene un sistema de chat de voz incorporado, es común que los jugadores usen programas externos como Discord mientras juegan.
En el lobby de cada juego, se pueden ajustar varias opciones para personalizar el juego, como el rango de visión de los tripulantes e impostores, y el número permitido de reuniones de emergencia. Existen tres alternativas para jugar, la partida «privada» que sirve para jugar con amigos y familiares, en dicha opción te asigna un código formado por seis letras mayúsculas que permitirá acceder a tus compañeros al juego; la opción en «público» que permite a cualquiera acceder a la partida y, por último, la opción «local» que sirve para jugar en línea con amigos en un mismo lugar. También hay variedades de opciones para personalizar a tu personaje; como el color, disfraces, sombreros y mascotas, aunque algunos elementos son contenido descargable mediante pago.

## Desarrollo, lanzamiento y popularidad

### Desarrollo temprano
Among Us se inspiró en el juego de fiesta Mafia, e inicialmente estaba destinado a ser un juego multijugador local solo para dispositivos móviles con un solo mapa. Originalmente, el juego no tenía audio para evitar revelar información oculta en un entorno local. El diseñador Marcus Bromander, detuvo el desarrollo del otro juego de InnerSloth, The Henry Stickmin Collection, para construir el primer mapa de Among Us, The Skeld. El juego se distribuyó en junio de 2018 para Android e iOS con el AppID de Spacemafia. Poco después del lanzamiento, Among Us tuvo un recuento promedio de jugadores de treinta a cincuenta jugadores simultáneos. Bromander culpó del mal lanzamiento del juego a que InnerSloth era «realmente malo en mercadeo». El equipo casi abandonó el proyecto varias veces, pero continuó con el desarrollo del juego debido a una «base de jugadores pequeña, pero populares», añadió multijugador en línea, nuevas tareas y opciones de personalización.  Varios meses después, fue distribuido para computadoras mediante Steam el 16 de noviembre de 2018. El juego multiplataforma fue compatible con el lanzamiento de la versión Steam.
El 8 de agosto de 2019, InnerSloth anunció un segundo mapa, Mira HQ. Un tercer mapa, Polus, se agregó el 12 de noviembre de ese año. Ambos mapas se compraban inicialmente como un DLC con un costo de $ 4 USD, sin embargo, sus precios se redujeron a $ 2 USD el 6 de enero de 2020. A partir del 11 de junio de dicho año estuvo disponible de manera gratuita. Si bien los paquetes de mapas aún estarían disponibles para su compra en todas las plataformas, solo se otorgarían al jugador las máscaras que se incluyeron con los mapas.
Según el programador Forest Willard, el equipo se quedó con el juego «mucho más tiempo del que probablemente deberíamos tener desde un punto de vista puramente comercial», en la que publicó actualizaciones periódicas del juego hasta una vez por semana. Esto llevó a un aumento constante de jugadores, lo que ocasionó que el juego ganara popularidad. Bromander dijo que su capacidad para hacer esto se debía a que tenían suficientes ahorros, lo que les permitía «seguir trabajando en el juego incluso cuando no se vendía particularmente bien».

### Popularidad

#### Aumento inicial de popularidad

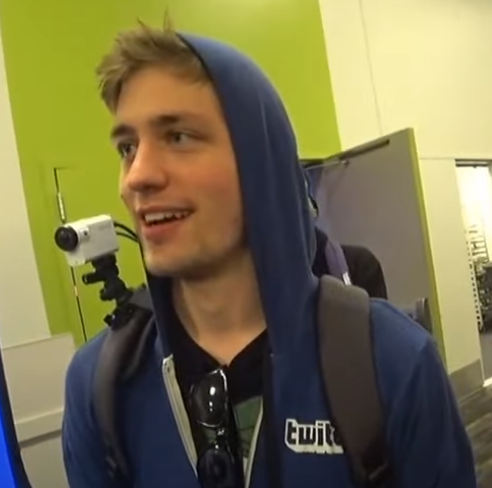
El realizador de directos de Twitch Sodapoppin, es reconocido por popularizar Among Us en esa plataforma.

Si bien Among Us salió al mercado en 2018, no fue hasta mediados de 2020 que vio un aumento de popularidad, inicialmente impulsado por creadores de contenido en línea en Corea del Sur y Brasil. Bromander afirmó que el juego era más popular en México, Brasil y Corea del Sur que en Estados Unidos. Según Willard, el streamer de Twitch, Chance «Sodapoppin» Morris, popularizó el juego por primera vez en esta plataforma en julio de 2020. Después de esto muchos otros streamers y YouTubers de Twitch comenzaron a jugarlo, incluidos los creadores de contenidos como xQc, Pokimane, Shroud, Ninja y PewDiePie.
La pandemia por coronavirus fue citada con frecuencia como una razón de la popularidad del juego, ya que permitió la socialización a pesar del distanciamiento social. La reportera Emma Kent de Eurogamer, creía que el lanzamiento de The Henry Stickmin Collection contribuyó a la conciencia de Among Us, y Wes Fenlon de PC Gamer le dio crédito al realizador de directos de Twitch SR_Kaif por «prim [ing] Among Us para su gran momento». Fenlon también elogió Among Us por obtener mejoras sobre otros juegos de mesa populares que se habían inspirado en Mafia, como Secret Hitler. Comentó que otras adaptaciones de videojuegos de Mafia como Town of Salem y Werewolves Within estaban «simplemente agregando una interfaz en línea para las reglas básicas de Werewolf», mientras que Among Us es una versión completamente nueva del concepto.

#### Popularidad continua

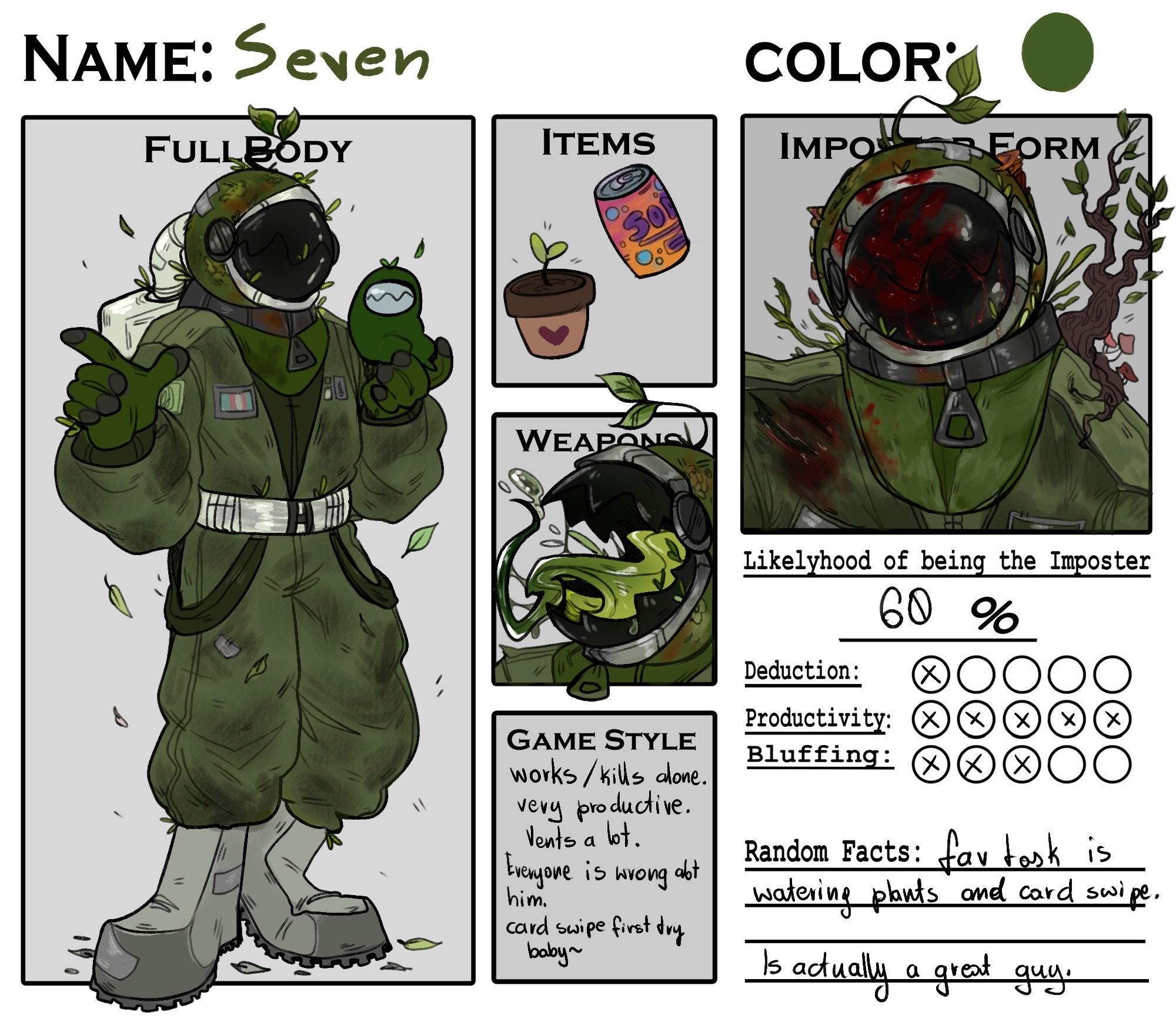
Una hoja de personaje para una "crewsona" de Among Us hecha por seguidores.

La popularidad del juego continuó durante los meses siguientes. YouTube informó que los videos sobre Among Us fueron vistos 4 mil millones de veces en septiembre de 2020, y los videos de TikTok relacionados con Among Us tuvieron más de 13 mil millones de visitas en octubre de 2020. En septiembre de 2020, el juego superó los 100 millones de descargas  y su recuento de jugadores aumentó a 1,5 millones de jugadores concurrentes (casi 400 000 de los cuales estaban en Steam), luego alcanzó un máximo de 3,8 millones a fines de septiembre. El repentino aumento de jugadores sobrecargó el servidor del juego, que según Willard era «un servidor de Amazon totalmente gratuito, y fue terrible». Dicha situación lo obligó a trabajar en tiempos de crisis para resolver rápidamente estos problemas, y llevado a ello, a centrarse en una secuela en lugar de expandir el juego original.
En agosto, InnerSloth abrió una tienda de comercialización para Among Us. La popularidad del juego inspiró muchos fan arts y memes de Internet, así como un fenómeno de crewsonas. Willard expresó que el contenido creado por fanáticos realmente «es la mejor parte» de hacer Among Us, y Bromander lo llamó «lo que más me gusta ver». El juego popularizó la palabra del argot sus (que significa «sospechoso»), aunque contrariamente a la creencia popular, la palabra se había utilizado mucho antes del lanzamiento del juego.
Durante su época de gran popularidad, Among Us fue jugado de manera controvertida por el equipo de deportes electrónicos de la Marina de los Estados Unidos, donde los jugadores en la transmisión usaron nombres en el juego que hicieron referencia al término despectivo Nigger y al bombardeo de Nagasaki. La transmisión fue considerada «ofensiva» e «intolerable» por algunos espectadores. En octubre de 2020, los representantes estadounidenses Alexandria Ocasio-Cortez e Ilhan Omar, transmitieron el juego junto con varios streamers como Pokimane y Hasan Piker con el fin de alentar a las personas a votar en las elecciones presidenciales de Estados Unidos de 2020, lo que atrajo a casi 700 000 espectadores simultáneos.
El equipo de desarrollo había planeado distribuir el juego a consolas como PS4 y Xbox One, pero detectó un problema al implementar la comunicación del jugador, ya que el chat estándar basado en texto o voz parecía inutilizable. Consideraron un sistema similar al sistema de «comunicaciones rápidas» de Rocket League, así como la posibilidad de diseñar un sistema de comunicación completamente nuevo para el juego, aunque estaría en «opciones a considerar».
El 15 de diciembre de 2020, durante el evento de Indie World Showcase, se confirmó su llegada para la consola Nintendo Switch; el mismo día del anuncio se habilitó su descarga en la eShop. Pocas horas después de su lanzamiento, se convirtió en el juego más vendido de la tienda. El 27 de marzo de 2021 se anunció la llegada a las consolas Xbox Series X|S y Xbox One con GamePass. Dicha versión incluye su nuevo mapa The Airship, con disponibilidad de modo en línea y multijugador local. Durante el evento The Game Awards 2021, realizado en diciembre, se anunció su inclusión con la plataforma Steam VR, PlayStation VR y Meta Quest 2.

### Actualizaciones planificadas
En agosto de 2020, el equipo de InnerSloth anunció una secuela, Among Us 2. Durante ese tiempo, Forest Willard y Amy Liu continuaron las actualizaciones del juego, y en trabajo para aumentar el base de jugadores máxima, que agregó cuatro servidores, tres regiones, y códigos de juego más largos para permitir que se admitieran más juegos simultáneos. El 23 de septiembre de 2020, el equipo canceló la secuela, en su lugar optó por agregar todo el contenido de este a la principal de Among Us, porque «cuántas personas estaban disfrutando del juego original». Sin embargo, InnerSloth consideró la base de código del juego «desactualizado y no construido para admitir la adición de tanto contenido nuevo», por lo que el equipo planearía reelaborar el código central del juego para permitir agregar nuevas funciones.
Posteriormente, el equipo anunció sus planes para corregir los problemas en el servidor del juego y los ataques de hackers, así como agregar un sistema para prohibir a los jugadores disruptivos. En octubre de 2020, salió la versión beta de Among Us en Steam, un soporte para daltónicos con el fin de mejorar la experiencia del usuario, así como algunas opciones de personalización del lobby no anunciadas previamente.  Las características aún no implementadas incluyeron mejoras en la jugabilidad para fantasmas, agregar controles personalizables, un sistema de amigos, más colores de jugador y un nuevo mapa basado en la serie Henry Stickmin, confirmado y lanzado el 31 de marzo de 2021.

## Hackeos
A mediados de octubre de 2020, un hacker llamado Eris Loris, apuntó su ataque a servidores norteamericanos. Varios jugadores en el subreddit Among Us y Twitter informaron que este jugador manipuló sus lobbies y envió spam en el chat del juego con promociones para su canal de YouTube, enlaces a su servidor de Discord y mensajes políticos controvertidos. A la vez, amenazó con piratear personalmente a los jugadores que se negaran a suscribirse a su canal de YouTube. Se ha descubierto que el servidor de Discord contiene grandes cantidades de contenido NSFW, como lenguaje racista, sangre, pornografía e imágenes que representan el abuso animal.
El 22 de octubre, la compañía agregó un mensaje en el juego que advertía a los jugadores sobre los hacks, y lanzó una declaración en Twitter al día siguiente. Ellos hablaron que estaban «muy conscientes del problema de la piratería» y declararon que se lanzaría una «actualización de emergencia del servidor» para combatir los ataques. Alentaron a los jugadores a jugar en partidas privadas y evitar jugar en partidas públicas hasta que se lanzara la actualización. El equipo informó que abordaría el tema de las vulnerabilidades de piratería como parte de la revisión planificada para el juego.
Un informe de Eurogamer del 23 de octubre presentó una entrevista con la persona que decía llamarse Eris Loris, realizada a través del servidor de Discord, desde uno de los enlaces proporcionados en los juegos pirateados. En la entrevista, Loris afirmó que creó el bot responsable de los ataques «en solo seis horas» y que había reclutado hasta cincuenta voluntarios para formar una botnet que aumentó la fuerza de sus ataques. Señaló que el ataque afectó a 4,9 millones de jugadores en 1,5 millones de partidas. También agregó que los trucos fueron parte de una treta publicitaria para influir en los jugadores y votaran por Donald Trump en las elecciones presidenciales de Estados Unidos de 2020.

## Recepción
Associated Press señaló que el juego fue la aplicación más descargada en la App Store de iOS para iPhone y iPad en octubre de 2020. Craig Pearson de Rock, Paper, Shotgun comentó que jugar como un impostor era «mucho más divertido» que jugar como un compañero de equipo, por lo que él lo llamó «agotador». En referencia a la popularidad del juego entre los streamers, Evelyn Lau de The National dijo: «ver las reacciones de las personas que intentan adivinar quién es el impostor (y a veces se equivocan mucho) o que mienten terriblemente sobre no ser el impostor es bastante entretenido». Alice O'Conner de Rock, Paper, Shotgun describió el juego como «Mafia u Hombre lobo, pero con minijuegos». Andrew Penney de TheGamer comentó que «el juego valió la pena por el precio» y que «con quién juegas dicta lo divertido que es el juego».
Among Us se ha comparado con frecuencia con Fall Guys: Ultimate Knockout, ya que ambos son juegos de fiesta en línea que se hicieron populares durante la pandemia de COVID-19, los desarrolladores de los juegos se han reconocido positivamente en Twitter. También se han realizado comparaciones entre los avatares de los dos juegos, que se dice que parecen caramelos. De igual manera, ha sido comparado con The Thing, Town of Salem, Werewolves Within y Secret Hitler.

### Premios y nominaciones
| Año  | Premio               | Categoría                | Resultado | Ref             |
| ---- | -------------------- | ------------------------ | --------- | --------------- |
| 2020 | Golden Joystick 2020 | Breakthrough Award       | Ganador   | [ 128 ]         |
| 2020 | The Game Awards 2020 | Mejor juego para móviles | Ganador   | [ 129 ] [ 130 ] |
| 2020 | The Game Awards 2020 | Mejor juego multijugador | Ganador   | [ 129 ] [ 130 ] |